# Kupfergasse
Die Kupfergasse ist eine Anliegerstraße im südlichen Teil der Leipziger Innenstadt. Sie wurde benannt nach der für den Handel mit Kupfer benutzten Kupferwaage, die vom 15. bis 18. Jahrhundert in einem bis an die Gasse reichenden Flügel des Zeughauses untergebracht war.

## Verlauf
Die nur 83 Meter lange und etwa 10 Meter breite Straße verläuft in etwa in West-Ost-Richtung und verbindet den Neumarkt mit der Universitätsstraße. Sie ist in dieser Richtung als Einbahnstraße ausgeschildert. Sie besitzt, abgesehen von dem zur Universitätsstraße gehörenden Eckhaus, nur zwei Anliegerbauten, im Norden das Städtische Kaufhaus mit einem Zugang zu dessen Passagen und im Süden den Dresdner Hof mit Zugängen zum Kupfersaal und dem Academixer-Keller.

## Geschichte
Bis gegen Ende des 19. Jahrhunderts war die damals Kupfergäßchen genannte Gasse mit Wohnhäusern bebaut, die teilweise Gasthäuser und Geschäfte enthielten. Auf der Nordseite mit ungeraden Hausnummern 1–9 stand an der Ecke zum Neumarkt mit der Nr. 1 das aus dem 16. Jahrhundert stammende Kramerhaus, der Sitz der Leipziger Kramerinnung, das erst 1860 durch Oskar Mothes (1828–1903) architektonisch überarbeitet worden war. Das östliche, zur Universitätsstraße gelegene Eckhaus war der Flügel des Zeug- bzw. Gewandhauses mit dem 1780/1781 eingebauten Konzertsaal. Auf der Südseite mit den Hausnummern 2–12 befanden sich in der Nr. 6 die Gaststätte Blaue Weintraube und in der 12 der Dresdner Hof, in den bevorzugt die Dresdner Mietkutscher einkehrten. Den östlichen Abschluss bildete das zur Universitätsstraße gehörende Haus Silberner Bär.
Ab 1894 wurden die Gebäude auf der Nordseite des Kupfergäßchens abgerissen und unter Verwendung von Teilen des Gewandhauses und der am Gewandgäßchen gelegenen Stadtbibliothek das Messehaus Städtisches Kaufhaus errichtet. 1903 wurde das Kupfergäßchen in Kupfergasse umbenannt. Im April 1911 begann der Abriss auf der Südseite der Straße für den Bau des Messehauses Dresdner Hof, das bereits nach zwei Jahren fertiggestellt war. Dabei wurde die Kupfergasse um 3,5 Meter verbreitert. Der Name des neuen Messehauses wurde von der ehemaligen Gaststätte in Nr. 12 übernommen. Im Dresdner Hof befand sich an der Ecke zum Neumarkt seit 1913 bis zu dessen Schließung 1993 das Filmtheater Casino-Lichtspiele.
Nach Beseitigung der durch den Zweiten Weltkrieg verursachten Schäden dienten die Messehäuser wieder ihrem bisherigen Zweck. Nach dem Wandel der Leipziger Messe nach 1990 wurden sie zu Geschäftshäusern mit Büros, Gastronomie und Einzelhandel.